# Al Cliver
Pierluigi Conti, más conocido como Al Cliver (Alejandría, 16 de julio de 1951), es un actor italiano de origen egipcio. Es conocido en el cine italiano, en donde ha participado en las películas de culto y en las dirigidas por Lucio Fulci como Zombi 2. En 1979 se destaca en su papel en la película Zombi 2 donde trabaja junto a Auretta Gay, Ian McCulloch, Richard Johnson, Stefania D'Amario y Olga Karlatos.

## Biografía
Pierluigi Conti nacido en Egipto, 1951, más tarde viaja a Italia y comienza una carrera como actor debutando en 1974 en la película Il Saprofita dirigida por Sergio Nasca. Más tarde en 1975 trabaja en su primer papel protagónico Ondata di piacere, dirigida por Ruggero Deodato, quien más tarde se dedica a trabajar con películas de suspenso, terror y gore. En 1976 trabaja en El fin de la inocencia dirigida por Massimo Dallamano, luego en Los dueños de la ciudad de Fernando Di Leo.
En 1976 tuvo su mayor trabajo, por papeles en varias películas, pero en 1979 alcanza el éxito trabajando en Zombi 2, dirigida por Lucio Fulci, donde hacen negocios y un acuerdo con el director, en donde Cliver actuará en ocho películas más dirigidas por Fulci. En 1990 trabaja en la película Demonia , también dirigida por Lucio Fulci, pero es la última interpretación de Al Cliver, ya que en ese año abandona el teatro y la actuación.

## Filmografía
- Il Saprofita, de Sergio Nasca (1974)
- Ondata di piacere, de Ruggero Deodato (1975)
- La fine dell'innocenza, de Massimo Dallamano (1976)
- Laure, de Louis-Jacques Rollet-Andriane y Roberto D'Ettore Piazzoli (1976)
- Amore grande, amore libero, de Luigi Perelli (1976)
- Il colpaccio, de Bruno Paolinelli (1976)
- Velluto nero, de Brunello Rondi (1976)
- Los dueños de la ciudad, de Fernando Di Leo (1976)
- Una mujer llamada Apache, de Giorgio Mariuzzo (1976)
- Un giorno alla fine di ottobre, de Paolo Spinola  (1977)
- No alla violenza, de Tano Cimarosa (1977)
- Milano... difendersi o morire, de Gianni Martucci (1978)
- Provincia violenta, de Mario Bianchi (1978)
- L'albero della maldicenza, de Giacinto Bonacquisti (1979)
- Zombi 2, de Lucio Fulci (1979)
- Sesso profondo, de Marino Girolami (1980)
- Molto di più, de Mario Lenzi (1980)
- Mondo Cannibal, de Jesús Franco (1980)
- Il cacciatore di uomini (Sexo caníbal), de Jesús Franco (1980)
- Black Cat, de Lucio Fulci (1980)
- ...E tu vivrai nel terrore! L'aldilà, de Lucio Fulci (1981)
- Anno 2020 - I gladiatori del futuro, de Joe D'Amato (1983)
- Briganti, de Giacinto Bonacquisti (1983)
- Notturno, de Giorgio Bontempi (1983)
- I paladini - Storia d'armi e d'amori, de Giacomo Battiato (1983)
- Endgame - Bronx lotta finale, de Joe D'Amato (1983)
- L'alcova, de Joe D'Amato (1984)
- I guerrieri dell'anno 2072, de Lucio Fulci (1984)
- Murderock - Uccide a passo di danza, de Lucio Fulci (1984)
- La Piovra 2, de Florestano Vancini - miniserie (1985)
- Lussuria, de Joe D'Amato (1986)
- Le miniere del Kilimangiaro, de Mino Guerrini (1986)
- Laura oggetto sessuale, de Beppe Cino (1987)
- Quando Alice ruppe lo specchio, de Lucio Fulci (1988)
- Il fantasma di Sodoma, de Lucio Fulci (1988)
- La casa nel tempo, de Lucio Fulci - película para televisión (1989)
- Demonia, de Lucio Fulci (1990)

## Vida personal
Desde 1975 hasta el año 1988, Cliver mantenía una relación con la actriz francesa Annie Belle, donde actuaron juntos en "siempre Emmanuelle" , "Blue Belle" , "Velluto Nero" y "Un giorno alla fine di Ottobre". Después de la separación de ambos, vuelven a actuar juntos en "Molto di Più" y "L'Alcova".
En agosto de 2008, Cliver fue pronosticado con cáncer en la garganta, por lo tanto este fue sometido a una cirugía que acabara con esta enfermedad. Actualmente vive en Bali, y es propietario y gerente de villas de vacaciones creando una fundación.